# 1899年12月3日日食
1899年12月3日日食为一次在协调世界时1899年12月3日出現的日環食。該次日食食分為0.9836，食甚維持1分1秒。

## 概述
這次日食的食分是0.9836，環食維持1分1秒。

## 基本參數
- 類型：日環食
- 食甚資料：
  - 日期：1899年12月3日
  - 時間：0時57分28秒
  - 地點：87S 121E
  - 食分：0.9836
  - 日環食持續時間：1分1秒

## 外部連結
- NASA日食專頁（页面存档备份，存于）（英文）